# Oconto (Nebraska)
Oconto – wieś w Stanach Zjednoczonych, w stanie Nebraska, w hrabstwie Custer.